# Aurora (istennő)

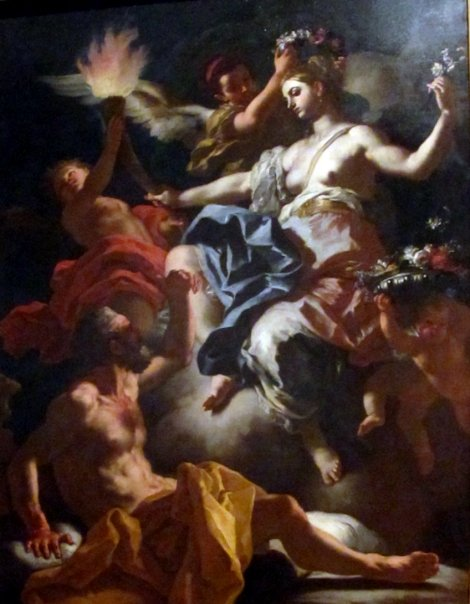
Francesco Solimena: Aurora búcsúja Titóniusztól

Aurora a hajnal ókori római istennője. Hüperión titán és Thea leánya. A görög mitológiában neve Éósz. Minden reggel ő vezeti fel testvérének, a napistennek (görögül Héliosz, latinul Sol) szekerét az égboltra. Másik testvére Szeléné (latinul Luna). Nevének (görög eredetű) jelentése: hajnalpír, hajnal, hajnalhasadás.
Sok helyen kezében kulcsokkal ábrázolják, melyek az ég kapuját nyitják. Gyakran ültetik Héliosz szekerébe is.
Nem volt szerencsés a szerelemmel. Mikor együtt hált Arész istennel, Aphrodité szörnyű haragra gerjedt és elátkozta, hogy azontúl csak halandókba lehessen szerelmes.
Még Aphrodité átka előtt beleszeretett Asztraioszba, akitől négy gyermeke született, akik a négy égtáj szeleivé váltak: Boreasz, Eurosz, Zephürosz és Nótusz.
Emberekkel folytatott kapcsolataiból egy kis történetecske a legismertebb:
Titóniusz története az "örök életből kihagyott örök ifjúság" konfliktusát példázza. Titóniusz Ladomeon király fia volt. Apja Aurora istennő szeretője. Titóniusz gondolt egyet, és arra kérte apját, járja ki Auroránál, hogy adjon neki örök életet. Aurora végül teljesítette kívánságát, és Titóniusz élte örök életét. A baj csak az volt, hogy az idő múlásával az öregedés és öregség minden baja és nyomorúsága elérte, mivel az örök élethez nem kért örök ifjúságot is. Titóniusz mind nehezebben viselte öregességét, ezért ismét apjához folyamodott, hogy eszközölje ki részére az örök ifjúságot is. Auróra azonban úgy megharagudott a fiúra, hogy menten tücsökké változtatta.